# Rock Around the Bunker
Rock Around the Bunker a fost un album din 1975 al cântărețului și textierului francez Serge Gainsbourg, conținând cântece ce combinau aranjamente muzicale specifice anilor '50 în stilul Grease sau The Rocky Horror Show cu versuri făcând referire la Germania Nazistă și cel de-Al Doilea Război Mondial.

## Tracklist
1. "Nazi Rock" (3:10)
2. "Tata Teutonne" (2:48)
3. "J'Entends des Voix Off" (2:05)
4. "Eva" (3:13)
5. "Smoke Gets in Your Eyes" (Otto Harbach, Jerome Kern) (3:28)
6. "Zig Zig Avec Toi" (Sieg Sieg avec toi) (3:39)
7. "Est-Ce Est-ce Si Bon?" (SS si Bon ?) (3:16)
8. "Yellow Star" (1:40)
9. "Rock Around the Bunker" (3:25)
10. "S.S. in Uruguay" (2:16)

- Toate piesele au fost compuse de Serge Gainsbourg; excepție fac cele notate.